# Caloptilia crocostola
Caloptilia crocostola är en fjärilsart som först beskrevs av Turner 1917.  Caloptilia crocostola ingår i släktet Caloptilia och familjen styltmalar. Inga underarter finns listade i Catalogue of Life.